# 羅伯·佛契哥特
羅伯·佛契哥特（英語：Robert Francis Furchgott，1916年6月4日—2009年5月19日），生於美國南卡羅萊那州的查爾斯頓，美国化學家。

## 生平
佛契哥特於1937年在北卡罗来纳大学化學系學士畢業，並於1940年在西北大學獲得生物化學博士頭銜。從1956年至1988年，他是紐約南部州立大學醫學中心藥理學教授。
於1978年，他發現一種在內皮細胞層的物質能軟化血管，稱為內皮衍生舒張因子（EDRF）。於1986年，他得出內皮衍生舒張因子的性質及作用架構，並發現這些因子其實是一氧化氮（NO）：一種在心臟血管生理重要的化合物。
他與費瑞·慕拉德（Ferid Murad）、路易斯·伊格那羅（Louis Ignarro）共同獲得1998年諾貝爾生理學或醫學獎，並分別於1991年及1996年獲得了蓋爾德納基金會國際獎及拉斯克基礎醫學研究獎。

## 外部連結
- 佛契哥特生平 （页面存档备份，存于）
- 佛契哥特的實驗室